# Caproni Ca.114
Caproni C.114 – włoski samolot myśliwski zbudowany w 1934 roku, używany przez lotnictwo peruwiańskie

## Historia
W 1934 roku w wytwórni Societa Italiana Caproni opracowano dwupłatowy samolot myśliwski, którego konstrukcję oparto na konstrukcji samolotu akrobacyjnego Caproni Ca.113 opracowanego w 1931 roku. 
Prototyp samolotu, który został oznaczony jako Caproni Ca.114, został oblatany w 1934 roku i pomimo dobrych osiągów nie został zaakceptowany przez dowództwo Regia Aeronautica, które uznało, że lepszym samolotem będzie samolot o podobnej konstrukcji Fiat CR.32. W związku z tym samolot Caproni Ca.114 skierowano na eksport. Zainteresowało się nim lotnictwo peruwiańskie (Cuerpo de Aeronautica del Perú (CAP)), które zakupiło 36 samolotów tego typu. Zostały one zbudowane w latach 1935 – 1936, później nie był już produkowany. 
W 1935 roku samolot ten ustanowił rekord świata wysokości osiągając pułap 14 433 m. 

## Użycie
Samolot Caproni Ca.114 w 1935 roku został wprowadzony na wyposażenia lotnictwa peruwiańskiego i był przez to lotnictwo użytkowany do 1945 roku, przy czym w lotnictwie bojowym do 1941 roku a później w jednostkach szkolnych. 
W 1941 roku został użyty bojowo w czasie konfliktu granicznego pomiędzy Peru i Ekwadorem. 

## Opis konstrukcji
Samolot Caproni Ca.114 był dwupłatem o konstrukcji mieszanej. Kabina odkryta. Podwozie klasyczne – stałe. Napęd stanowił silnik gwiazdowy. 